# Étang à Montgeron
L'Étang à Montgeron est une huile sur toile (172 × 193 cm) de Claude Monet peinte en 1877. Elle est conservée au musée de l'Ermitage de Saint-Pétersbourg.

## Description
Le tableau représente un étang, avec au fond à droite une figure féminine appuyée à un tronc d'arbre tout en observant l'eau de l'étang ombragé par la végétation. Le personnage féminin pourrait être Camille, première épouse de Monet, ou plus vraisemblablement Madame Hoschedé qui plus tard deviendra la compagne et seconde épouse de l'artiste,.
Le riche négociant Ernest Hoschedé, qui avait acquis un certain nombre de tableaux de Monet, invita le peintre à séjourner pendant l'été 1876 et une partie de l'automne dans sa propriété de Montgeron en Île-de-France, où se trouvait cet étang. Il donna carte blanche au jeune peintre pour réaliser un ensemble monumental de 4 grands tableaux que son hôte destinait à la grande salle en rotonde de son Château de Rottembourg, mais Ernest Hoschedé fit faillite quelques mois plus tard et les toiles ne rejoignirent jamais le château qu'il fut obligé de vendre,,,.
Par l'exécution de l'ensemble des 4 grands tableaux décoratifs, Monet réalisa pour la première fois une vieille idée de concevoir des Grandes Décorations, qu'il finira enfin par créer des années plus tard, non sans mal, avec Les Nymphéas, son œuvre majeure installée dans une salle ovale dédiée au Musée de l'Orangerie, quelques mois après son propre décès,.

## Autres peintures de Monet pour le salon du Château de Rottembourg à Montgeron

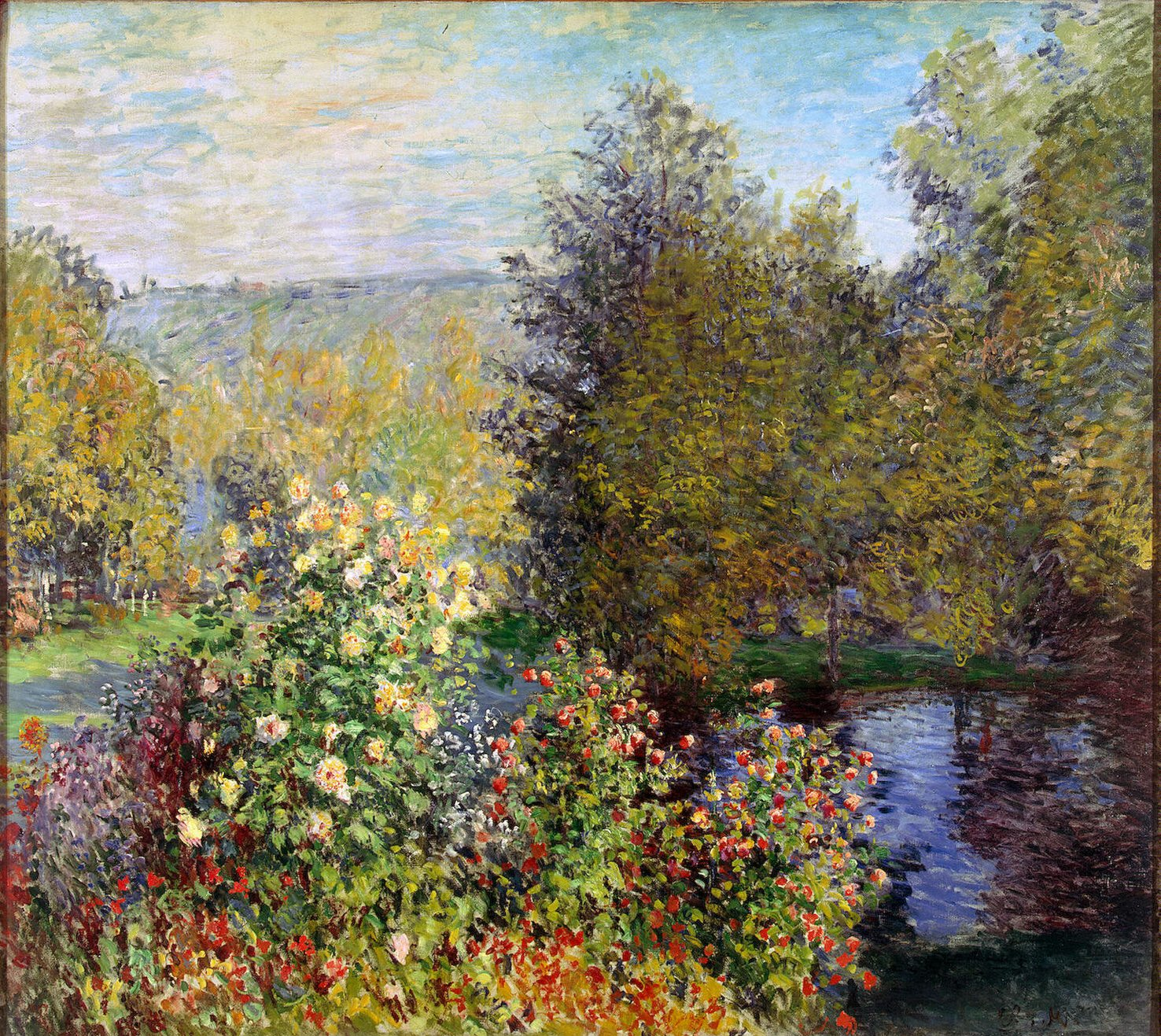
Claude Monet: Coin de Jardin à Montgeron, 1876 (Musée de l'Ermitage), inscrit au Cat. Raisonné Wildenstein - n° 418
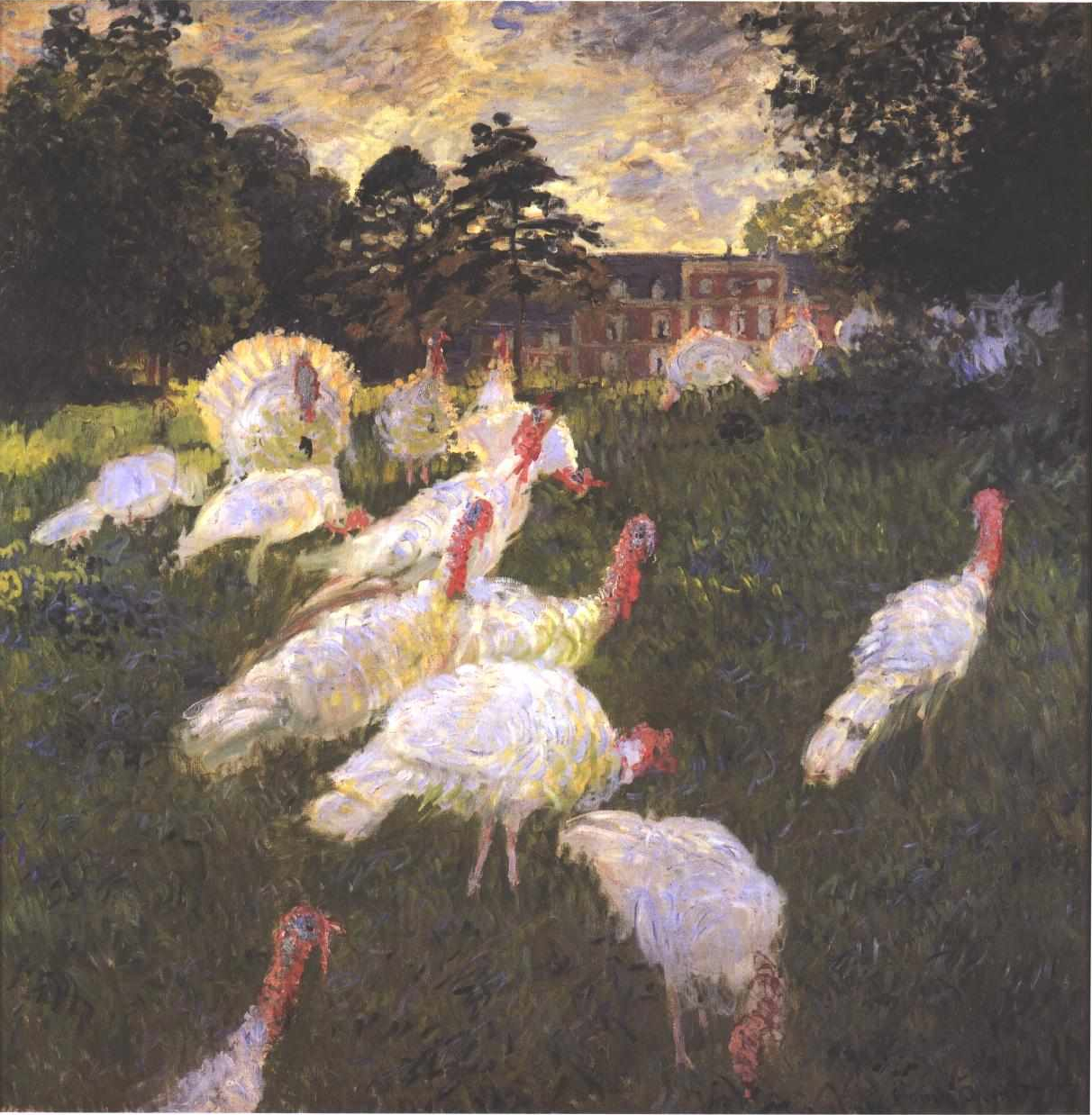
Claude Monet: Les Dindons, 1877 (musée d'Orsay), inscrit au Cat. Raisonné Wildenstein - n° 416
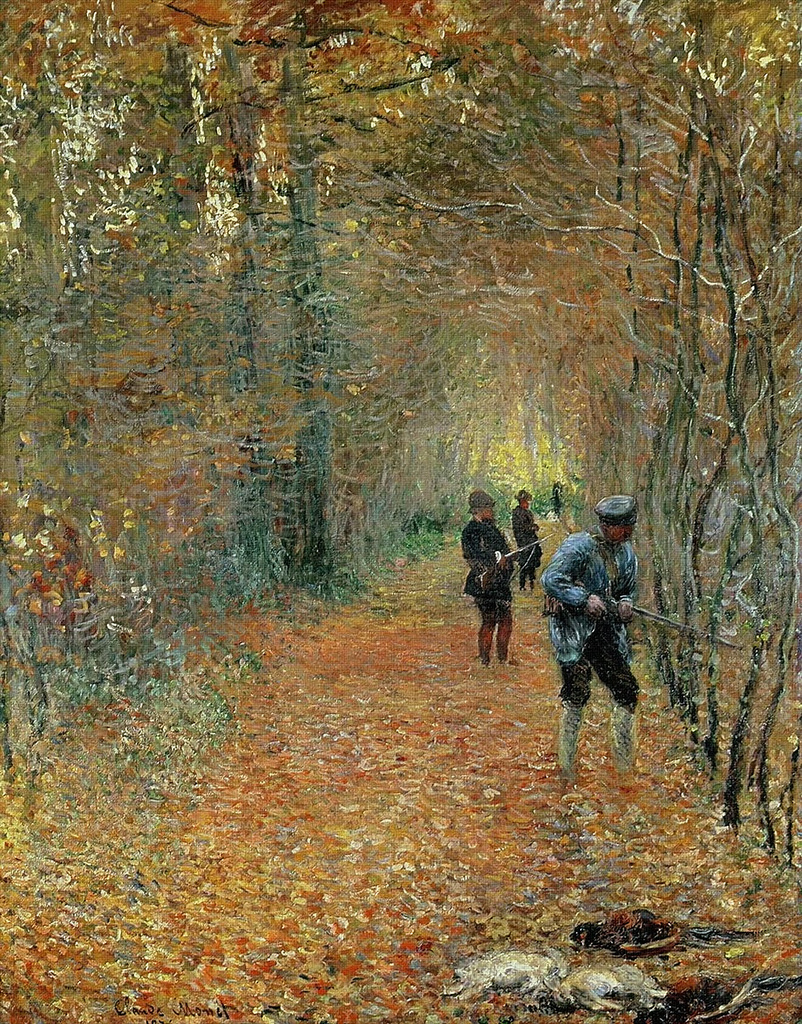
Claude Monet: La Chasse, 1876 (Coll. privée), inscrit au Cat. Raisonné Wildenstein - n° 433

## Histoire
Ce tableau aurait été exposé à la troisième exposition des impressionnistes, mais le Catalogue raisonné Wildenstein mentionne que c'est son étude dont le titre est Coin d'étang à Montgeron qui a été exposée. Il a été acquis par le riche mécène moscovite Ivan Morozov dont la collection a ensuite été nationalisée par les bolchéviques. Elle fait aujourd'hui partie de la collection du musée de l'Ermitage sous le numéro d'inventaire ГЭ-6562.